# 达尼埃尔·劳埃德
达尼埃尔·劳埃德（1983年12月16日—），是英格蘭足球寶貝，英國女演員、美容師，2004年英格蘭小姐，2006年英國小姐。同時也是前曼聯隊球星特迪·謝林漢姆的女友。
2006年12月，因為替《花花公子》雜志拍攝封面裸照而引起非議。